# Motorschutz (Elektrotechnik)

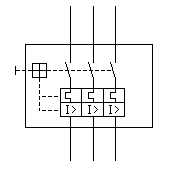
Schaltzeichen eines Motorschutzschalters. Das Symbol „I>“ symbolisiert eine magnetische Auslösung, die rechteckige Schleife steht für einen Bimetall-Auslöser

Der Motorschutz (zum Beispiel ein Motorschutzschalter) schützt Elektromotoren (meist Asynchronmotoren) vor thermischer Überlastung aufgrund mechanischer Überlastung oder bei Ausfall eines einzelnen oder zweier Außenleiter.

## Grundlagen
Elektromotoren sind für einen bestimmten Bemessungsbetrieb ausgelegt, bei dem die kritischen Teile des Motors im zulässigen Temperaturbereich bleiben und kurzzeitige Überlastungen sich nicht gefährdend auswirken. Die Motorschutzeinrichtung muss einerseits den wirtschaftlichen Betrieb des Motors bei voller Nutzung der Kennwerte ermöglichen, aber anderseits ausreichend schnell auf Überlastungen reagieren. Bedingt durch typisch 4 unterschiedliche Isolierstoffklassen für die Wicklung und speziellen Auslegungen der Motoren für besondere Anwendungsfälle ergeben sich unterschiedliche, höchstzulässige Dauertemperaturen und unterschiedliche Anforderungen an die Motorschutzeinrichtung, die durch fachgerechte Projektierung und Ausführung zu erfüllen sind.
Der Motorschutz ganz allgemein gliedert sich in die Themenbereiche Schutzbedürfnisse (des Motors und der Anlage) und Schutzmethoden (stromabhängiger Schutz und/oder temperaturabhängiger Schutz).

## Motorschutz

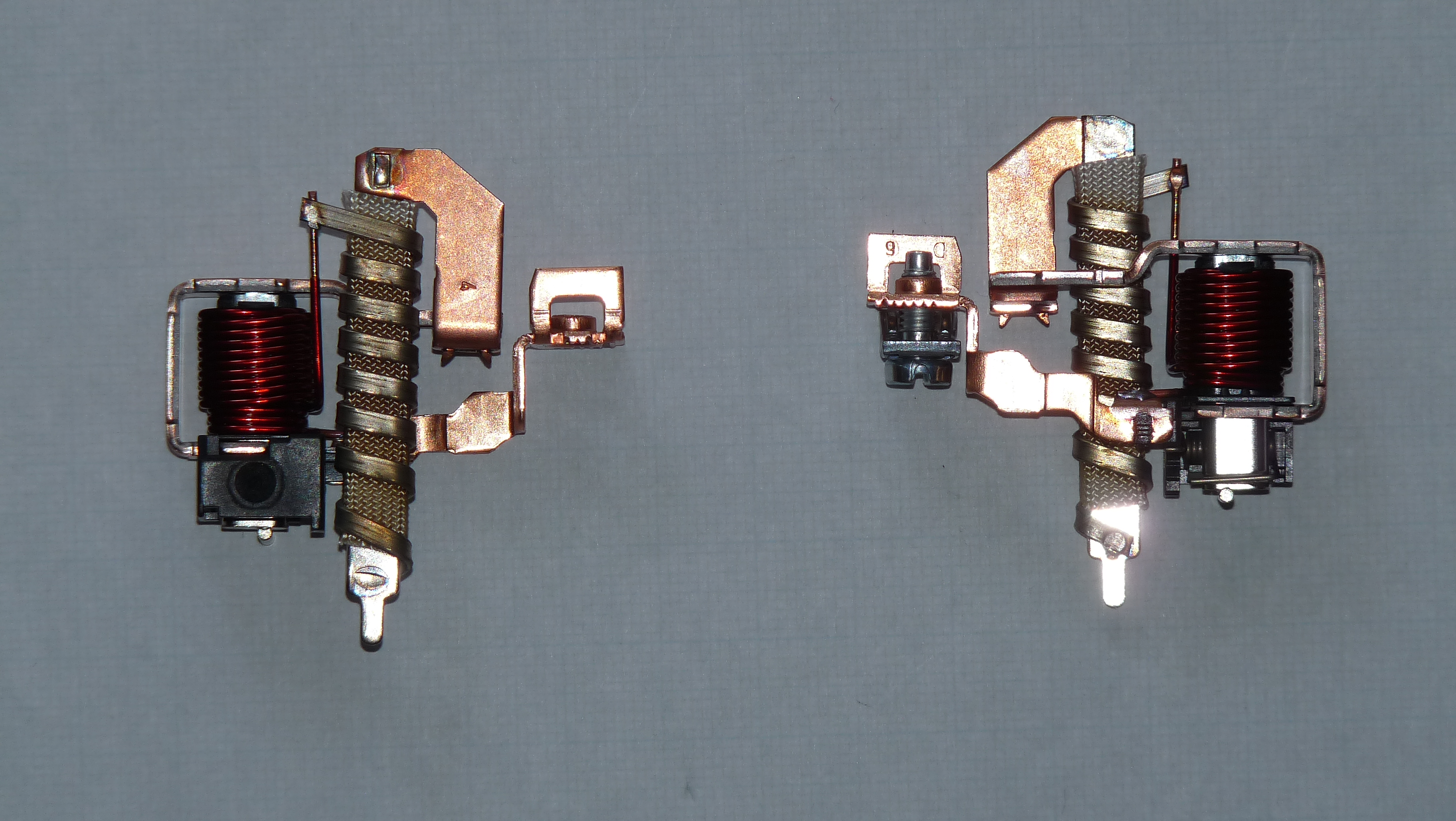
Thermomagnetischer Unterbrecher

Es gibt zwei grundlegende Arten, einen Elektromotor im Betrieb vor Überlastung zu schützen: zum einen die Überwachung seiner Stromaufnahme, zum anderen die direkte Überwachung der Temperatur in den Motorwicklungen. Oft erfolgt auch eine Kombination beider Verfahren (z. B. bei schwierigen Lastverläufen). Zur ersten Kategorie gehören der Motorschutzschalter und das Überlastrelais (auch Motorschutzrelais), zur zweiten selbstrückstellende Bimetallschalter und Kaltleiter sowie der Motorvollschutz.
Die Auslösezeit des Überlastschutzes wird bestimmt von der Stromstärke bzw. Temperatur und der Einstellung des Auslösebereiches. Sie muss für alle eingestellten Stromwerte unterhalb der Gefährdungszeit der Motorisolation liegen. Daraus ergibt sich laut EN 60947 die Forderung, Maximalzeiten für die Überlast anzugeben. Um unnötige Auslösungen zu vermeiden, sind hier Grenzwerte für den Grenzstrom und den Motorstillstand festgelegt.

### Motorschutzschalter

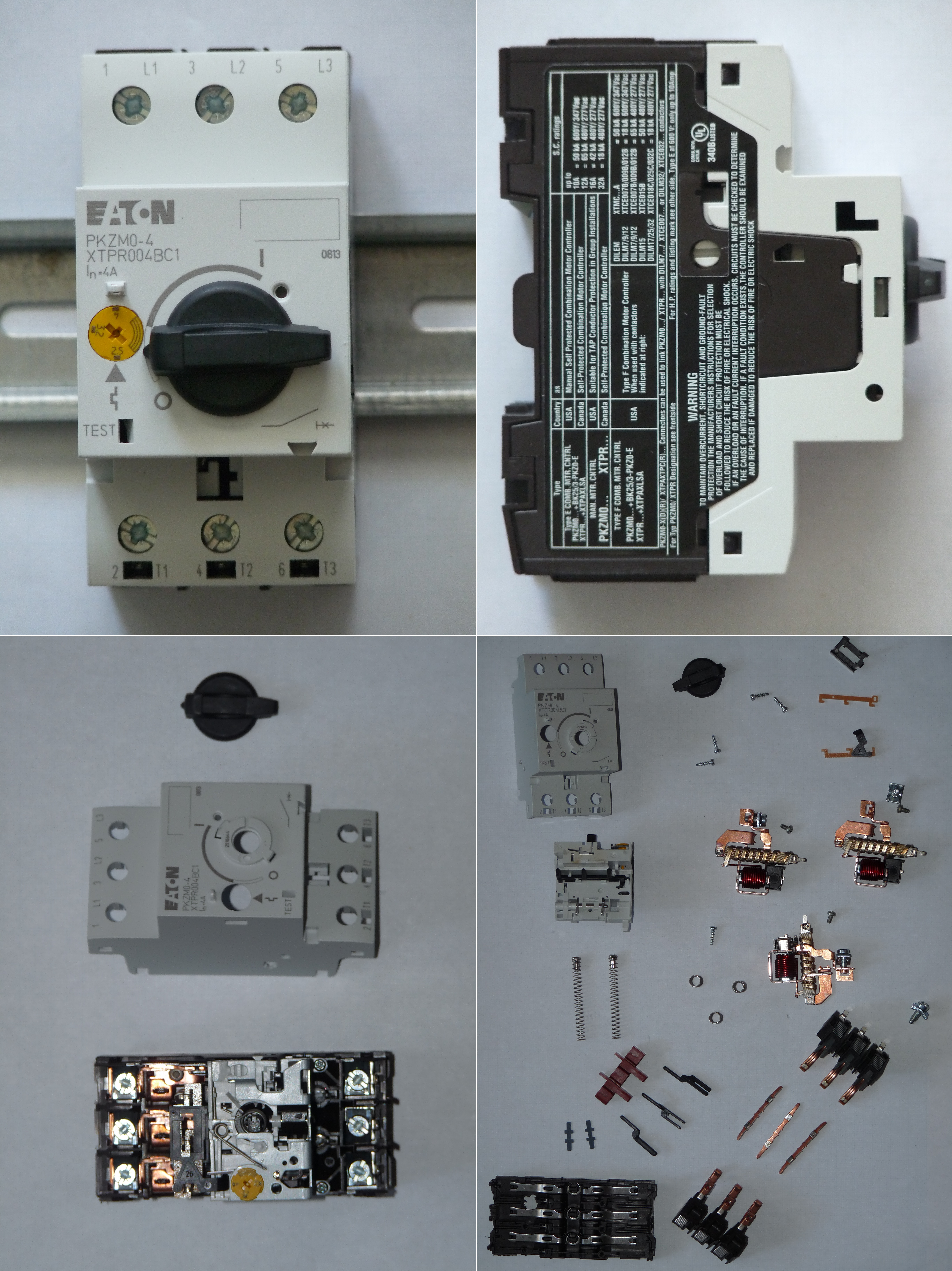
Motorschutzschalter

Motorschutzschalter werden z. B. für Drehstrommotoren hergestellt. Bei dieser Ausführung des Motorschutzes erfolgt eine ODER-verknüpfte Auslösung durch Überwachung der Ströme in den drei Zuleitungen (stromabhängige Schutzeinrichtung). Die Überwachung kann thermisch-mechanisch (Bimetall), thermisch-elektrisch (Kaltleiter PTC) oder elektronisch (Strommessung) realisiert sein.
MSS (Motorschutzschalter) haben immer eine Über- und eine Kurzschlussstrom-Auslöseeinrichtung. Zudem schalten sie immer den Hauptstromkreis direkt ab.
Drehstrommotoren sollten nur über geeignete Motorschutzschalter oder Motorschutzrelais an das Stromnetz angeschlossen werden, um Schäden durch Überlast oder Ausfall eines Außenleiters zu vermeiden. Eingestellt wird diese Art von Motorschutz in der Regel immer nach dem Motorbemessungsstrom In. Das Wiedereinschalten nach erfolgter Auslösung kann entweder automatisch oder durch Drücken einer Entsperrtaste manuell erfolgen.
Beim Motorschutzschalter sind teilweise auch Unterspannungsauslöser integriert. Motorschutzschalter schützen oft durch einen Kurzschlussauslöser auch das Versorgungsnetz vor Kurzschlüssen. Dies ist aber nicht notwendig, um als Motorschutzschalter zu gelten.
Motorschutzschalter, die dem Kurzschluss- und Überlastschutz dienen, müssen nach DIN VDE 0113 am Anfang der Motorzuleitung eingebaut werden.

Die reine Kurzschluss-Schutzfunktion kann auch von einem gekoppelten Leitungsschutzschalter oder einer Schmelzsicherung am Anfang der Zuleitung übernommen werden, allerdings entfällt dann der Überlastschutz, oder ist nur eingeschränkt wirksam.
Es können auch Hilfskontakte angefügt werden, um z. B. den Zustand des Motorschutzschalters zu überwachen, z. B. über eine SPS oder eine Meldeleuchte. Die Hilfskontakte sind im ausgeschalteten (ausgelösten) Zustand nicht betätigt. Wenn der Motorschutzschalter eingeschaltet wird, werden die optionalen Hilfskontakte (i. d. R. Öffner als auch Schließer) betätigt – im Gegensatz zum Motorschutzrelais, hier ist es andersrum, und die (obligatorischen) Hilfskontakte werden beim Auslösen (im Fehlerfall) betätigt.

### Überlastrelais

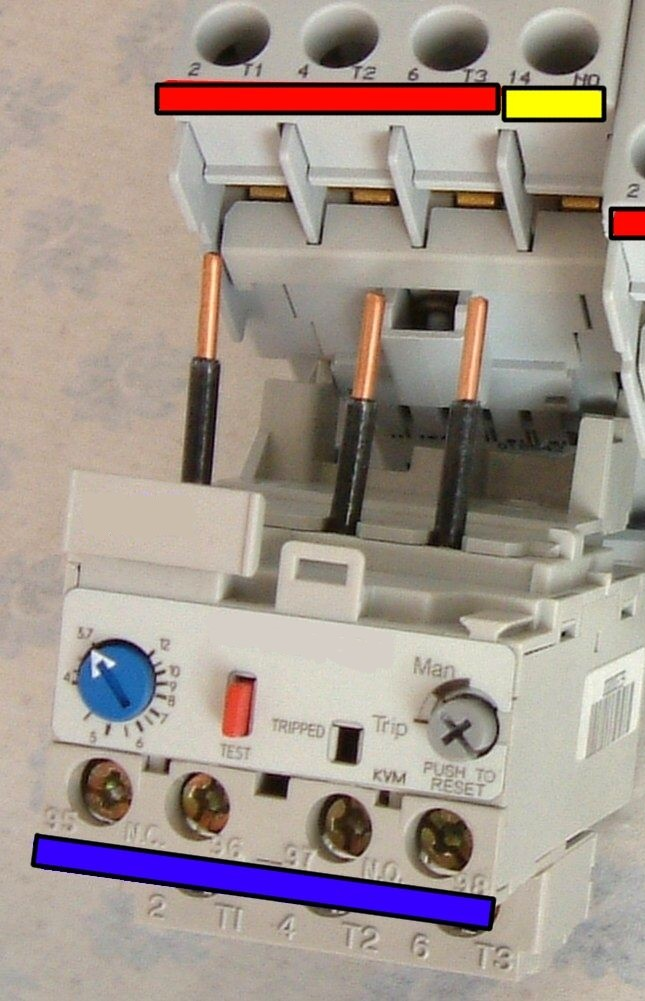
Motorschutzrelais

Überlast- bzw. Motorschutzrelais funktionieren nach dem gleichen Prinzip wie der Motorschutzschalter. Sie selbst schalten jedoch den Motor nicht direkt über den Hauptstromkreis ab. Wenn ein MSR(Motorschutzrelais) auslöst, werden ein oder mehrere, kleinere Kontakte betätigt (Hilfskontakte). Üblich ist je 1 Öffner- und Schließerkontakt, jedoch mindestens 1 Öffner-Kontakt. Meist wird über diesen Öffner-Kontakt ein Schütz angesteuert, welches dann das Betriebsmittel abschaltet. Viele Motorschutz- und Überlastrelais sind so konstruiert, dass sie direkt an einem Schütz befestigt werden können und ohne zusätzliche Leitungen mit diesem verbunden werden. Im Gegensatz zum Motorschutzschalter hat ein MSR keinen Kurzschlussauslöser, sondern nur den thermischen Auslöser (Bimetall), der im Kurzschlussfall evtl. zu langsam reagieren würde. Daher müssen in die Zuleitung für einen oder mehrere Motoren, die mit Motorschutzrelais geschützt sind, zusätzliche Sicherungen (Schmelzsicherung oder LS-Schalter) eingebaut werden.
Eine Auslösung per Hand (zum Funktionstest) sollte nur über den speziellen „Test“-Betätiger (teilweise nur mit Schraubendreher zu betätigen) erfolgen. Der 'Stop-Taster' betätigt nur den Öffner-Kontakt und nicht den Schließer. Dadurch kann im laufenden Betrieb verhindert werden, dass die Anlage in Störung geht (weil das MSR überwacht wird), aber der Motor für die Dauer der Betätigung dennoch aus ist – über das abgeschaltete Schütz, welches an dem Öffner-Kontakt hängt. Der Test-Knopf schaltet die Hilfskontakte dauerhaft – wie bei einer echten Auslösung. Ein Rücksetzen erfolgt über den Reset-Knopf. Einige Motorschutzrelais haben eine Möglichkeit zur automatischen Rücksetzung. In der Regel wird der Reset-Knopf dabei dauerhaft betätigt; und wenn die Bimetalle abgekühlt sind, gehen die Hilfskontakte wieder in Ruhestellung und die Anlage läuft – bis zur nächsten Auslösung – weiter. Dies sollte aber nur sehr bedacht genutzt werden, da es evtl. zur Zerstörung der Anlage führen kann.
Überlastrelais gibt es auch in höheren Spannungsebenen des Stromversorgungsnetzes. Sie sind dort über entsprechend isolierte Stromwandler angeschlossen und lösen einen Leistungsschalter aus.

### Temperaturüberwachung der Wicklung des Motors
Heute haben viele Motoren Thermistoren oder Bimetallschalter eingebaut, mit denen die Temperatur der Wicklungen überwacht wird. Eine Überschreitung der zugelassenen Temperatur führt dann zur Meldung bzw. zur Abschaltung des Motors. Die Thermistoren sind Kaltleiter, die bei der Nennabschalttemperatur einen sprunghaften Widerstandsanstieg auf beispielsweise 1,5 kΩ aufweisen. Sie sind in DIN 44081 und DIN 44082 genormt. Da hier die Temperatur der Motorwicklungen direkt überwacht wird, eignet sich diese Schutzeinrichtung für alle Arten von Elektromotoren, unabhängig von Strom- und Anschlussart. Ein Wiedereinschalten ist erst nach ausreichender Abkühlung des Motors möglich, abhängig von der externen Beschaltung wahlweise manuell oder automatisch.

#### Einfache Überwachung
Oft wird nur 1 PTC (Kaltleiter) oder Bimetall verbaut. Dieser dient nur der allgemeinen ungefähren Überwachung der Motortemperatur, aber nicht als alleinige Schutzmaßnahme. Zusätzlich müssen hier zwingend noch weitere Schutzmaßnahmen erfolgen. Entweder wird dieser Sensor über eine SPS abgefragt, oder es werden externe Geräte eingesetzt, damit möglichst wenig Leistung am Sensor abfällt, und somit die Eigenerwärmung reduziert bzw. vermieden wird. Die Prüfspannung ist auf ≤2,5 Volt in der Norm festgelegt.

#### Motorvollschutz
In der Regel sind mehrere Kaltleiter in Reihenschaltung verbaut. Üblich sind 3, die in die „Hot-Spots“ (wärmste Orte) eingebaut werden, die schlecht oder nicht gekühlt werden. Die Auswertung erfolgt über ein externes Gerät, welches bei einem Fehler dann über einen Hilfskontakt (NC) das Schütz für den überwachten Motor abschaltet. Die Auswertegeräte sind üblicherweise nach DIN VDE 0660 Teil 303 gebaut und schalten bei Widerstandswerten über ≥3.600-4.000 Ohm ab und bei ≤1.600-1.650 Ohm wieder ein. Zudem können auch noch  Kurzschluss (≤20 Ohm) und  Drahtbruch (kein Durchgang) erkannt werden.

## Auslösemechanismus

### Überlastschutz

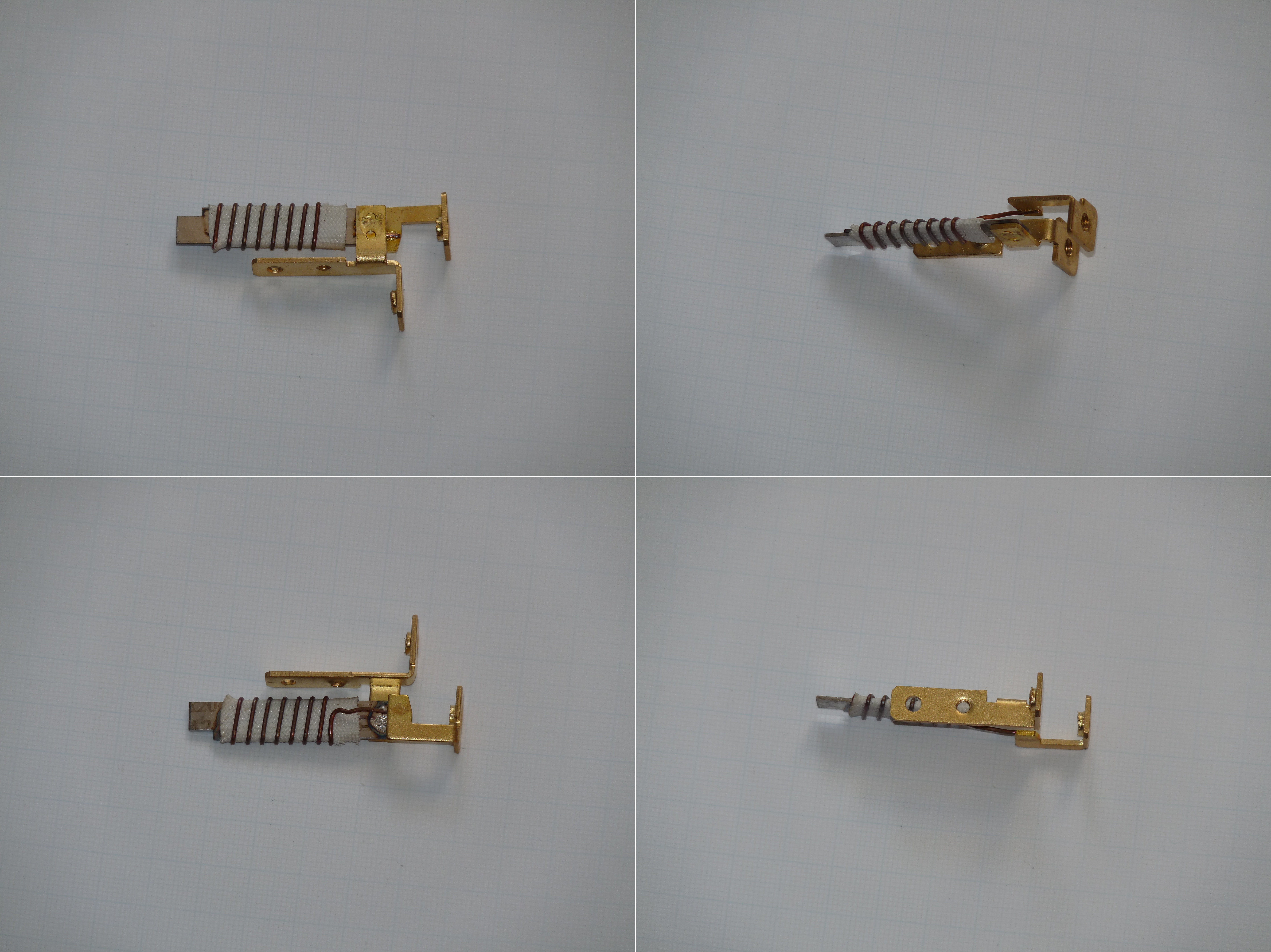
Bimetall mit Heizwicklung

Der thermisch auslösende Schutz wird durch Bimetalle bewirkt, die durch Heizwicklungen (Strangwiderstände), über die der Motorstrom fließt, erhitzt werden. Dabei ist für jede stromführende Leitung zum Motor ein eigenes Bimetall mit zugehöriger Heizwicklung vorgesehen. Überschreitet die Stromaufnahme auch nur einer Wicklung des Motors den vorgegebenen Wert über mehrere Sekunden, löst das durch die Wärme verformte Bimetall das Schaltschloss des Motorschutzes aus und unterbricht beim Motorschutzschalter den Stromkreis zum Motor, und beim Motorschutzrelais werden die Hilfskontakte betätigt. Ebenso wird bei Ausfall eines Außenleiters (ungleichmäßige Erwärmung der Bimetallstreifen) nach kurzer Zeit ausgeschaltet (ODER-Verknüpfung). Bei thermischer Auslösung lässt sich der Schalter erst nach Abkühlung der Bimetalle wieder einschalten.
Die Auslöseströme thermisch auslösender Motorschutzschalter sind in gewissen Grenzen (bis zu einem Faktor 1,6) verstellbar und müssen auf den Nennstrom des Motors eingestellt werden. Hierbei ist insbesondere bei Drehstrommotoren die Schaltungsart (Stern oder Dreieck) der Wicklungen zu beachten. Bei einem Stern-Dreieck-Anlauf muss der Auslösestrom, je nach Position im Stromkreis bzw. Anlaufverhalten, entweder auf den Nennstrom oder auf Faktor {\displaystyle {\frac {1}{\sqrt {3}}}}(≈0,58) von diesem eingestellt werden.

Die Umgebungstemperatur kann einen Einfluss auf das Auslöseverhalten haben. Bei höherer Umgebungstemperatur (teilweise durch mehrere Motorschutzschalter nebeneinander, in unklimatisierten Gehäusen, im Sommer u. ä.) kann die Auslösung früher erfolgen. Einige Hersteller bauen (je nach Typ) teilweise ein 4. Bimetall ein, welches nicht vom Strom durchflossen wird, um dies in einem gewissen Temperaturbereich zu kompensieren.
Grundsätzlich sollten die Geräte 3-polig angeschlossen werden. Bei einem Wechselstrommotor z. B. wird der Außenleiter über 2 und der Neutralleiter über den dritten, oder der Außenleiter wird über alle 3 Pole geführt. Die Stromrichtung ist hierbei unerheblich. Bei einer 2-poligen Belastung reagiert die Mechanik wie bei einem Phasenausfall und löst früher aus.
Die Rückstellung nach Auslösen kann erst erfolgen, nachdem das Bimetall ausreichend abgekühlt ist.

#### Häufige Fehlinterpretation
Sehr oft wird der Überlastschutz, welcher thermisch (mit einem Bimetall) reagiert, falsch verstanden. Die Erkennung erfolgt zwar über ein Bimetall, aber dieses schaltet nicht den Strompfad direkt ab (wie z. B. bei einem Bügeleisen), sondern wirkt, wenn es sich verbiegt, auf das Schaltschloss, welches dann die Auslösung durchführt. Das Bimetall ist somit weder ein Öffner- noch ein Schließerkontakt.

Das andere Missverständnis bezieht sich auf das Wort „thermisch“. Hier wird angenommen, dass die Temperatur des Motors oder die der Zuleitung überprüft wird. Beides ist allerdings technisch nicht möglich, da der Motorschutzschalter (idR) mehrere Meter weit weg vom Motor ist. Somit müsste der Motor das Kabel erwärmen, und das Kabel dann den Motorschutzschalter (oder MSR). Oder es müsste der gesamten Kabelweg überprüft werden können, obwohl er nur an einem Ende angeschlossen ist. Allerdings werden bei einem Motorvollschutz die Wicklungstemperaturen eines Motors aktiv mit Kaltleitern überwacht.
Richtig ist allerdings, dass extreme Umgebungstemperaturen den Auslösebereich des Bimetalls verschieben können.

### Kurzschlussschutz
Ein elektromagnetischer Auslöser reagiert nur bei deutlich höheren Strömen, dafür aber unverzögert. Er dient somit dem Kurzschlussschutz.
Die Funktionsweise ähnelt der eines Relais. Der zu überwachende Strom fließt durch eine kleine Spule, in der ein Magnetfeld entsteht. Ist der Strom groß genug, ist auch das Magnetfeld stark genug, um einen kleinen Stößel zu bewegen, welcher auf das Schaltschloss wirkt, und somit eine Auslösung hervorruft. Dieses ist nur bei Motorschutzschaltern mit integriert, somit benötigen sie keine Vorsicherung, wie Motorschutzrelais. Die Funktionsweise ist wie bei einem Leitungsschutzschalter. Die Auslösecharakteristik ist ähnlich einem Leitungsschutzschalter vom Typ K, also liegt (je nach Hersteller und Typ) etwa bei dem 14-fachen maximalem Nennstrom. Der elektromagnetische Auslöser ist nicht einstellbar.

### Elektronischer Überlastschutz
Elektronische Auslöser messen mit Stromwandlern den Strom jedes Außenleiters und ahmen das Verhalten eines thermischen Motorschutzschalters nach. Vorteile der elektronischen Geräte sind ein größerer Bereich des einstellbaren Motornennstroms und eine größere Funktionsvielfalt. Beispielsweise kann bei vielen elektronischen Motorschutzschaltern die Auslösecharakteristik eingestellt werden (z. B. verzögerte Auslösung bei Motoren mit Schweranlauf) und der Schalter kann nach einem Störfall ferngesteuert zurückgesetzt werden.

### Test-Taste / Test-Schieber
Der Test ist ein rein mechanischer Test. Über diese Taste, Schieber etc. wird der Auslösemechanismus betätigt. Genau auf diese Weise wirken die Bimetalle und/oder der elektromagnetische Schnellauslöser auf das Schaltschloss.

## Phasenausfallüberwachung
Zur Überwachung der Gleichheit aller drei Spannungen der Drehstrom-Außenleiter gibt es Relais zur Phasenüberwachung. Sie schützen Drehstromverbraucher (Motoren, Gleichrichter, Transformatoren) vor den mit Phasenunsymmetrien verbundenen erhöhten Belastungen. Solche Überwachungsrelais besitzen oft eine einstellbare Toleranzschwelle.

## Einphasige Motoren und Verbraucher
Wird ein dreipoliger Überlastschutz für Einphasenmotoren benutzt, so müssen die drei Strompfade in Reihe geschaltet werden. Bei der Verwendung nur eines Strompfades würden viele Schalter verfrüht abschalten, weil sie oft auch die gleichmäßige Belastung oder Spannung der drei Außenleiter überwachen. Ob diese Schaltung mit elektronischen Motorschutzschaltern zulässig ist, muss im Einzelfall aus den Produktdatenblättern des jeweiligen Herstellers entnommen werden.
Kleine einphasige Motoren (zum Beispiel Kühlschrank-Kompressoren) werden oft mit einem einfachen selbstrückstellenden Bimetallschalter geschützt.
Für Geräte und Bedienpulte gibt es auch Kippschalter mit thermischer-, druckabhängiger- oder Überstromauslösung.